# جوسلين بلوين
جوسلين بلوين هي عالمة أرصاد كندية، ولدت في 17 أكتوبر 1950، وتوفيت في 27 مايو 2019 في لونغوي في كندا بسبب سرطان.